# Давид Марія Олександрівна
Марія Олександрівна Дави́д (7 липня або 6 серпня 1901, Душатин — 13 листопада 1988, Київ) — українська радянська скульпторка; членкиня Спілки радянських художників України з 1944 року.

## Біографія
Народилася 7 липня або 6 серпня 1901 року в селі Душатині (нині Суразький район Брянської області Росії). Протягом 1930—1939 років навчалася у Київському художньому інституті у Леоніда Шервуда, Макса Гельмана, Бернарда Кратка, Петра Ульянова.
Мешкала у Києві в будинку на вулиці Предславинській, № 5, квартира № 3. Померла у Києві 13 листопада 1988 року

## Творчість
Працювала у галузях станкової (створила реалістичні портрети, жанрові композиції) і монументальної скульптури. Серед робіт:
станкова скульптура
- «Герой Радянського Союзу Людмила Павличенко» (1943, гіпс; Національний музей історії України);
- «Партизанка Ляля Убийвовк» (1943, мармур; Чернівецький краєзнавчий музей);
- «Двічі Герой Радянського Союзу Олександр Молодчий» (1944, гіпс; Національний музей історії України);
- «Розвідник-зв'язківець»/«Портрет сина» (1947, гіпс);
- «Стахановка» (1947, гіпс; Сумський обласний краєзнавчий музей);
- «Голова юнака» (1947, мармур; Національний музей у Львові);
- «Повернувся додому» (1948, гіпс);
- «Сержант Гуля Корольова» (1952, мармур);
- «Володимир Ленін у дитинстві» (1968, гіпс).

монументальні роботи
- пам'ятник Сергію Кірову у Новгороді (1945, цемент);
- пам'ятник Олександру Пушкіну у Києві (1950, цемент);
- пам'ятник Володимиру Леніну у Коростені (1957, цемент);
- меморіальна скульптура «Солдат з піонером» (1960);
- пам'ятник Карлу Марксу у Києві (1968, цемент).

Брала участь у всесоюзних виставках з 1944 року, республіканських з 1947 року.